# 早稲田大学大学院社会科学研究科・社会科学部
早稲田大学社会科学部（School of Social Sciences、略称:SSS）は、早稲田大学が設置する社会科学部。早稲田大学大学院社会科学研究科（Graduate School of Social Sciences、略称:GSSS）は、早稲田大学社会科学総合学術院に設置された社会科学の大学院研究科。

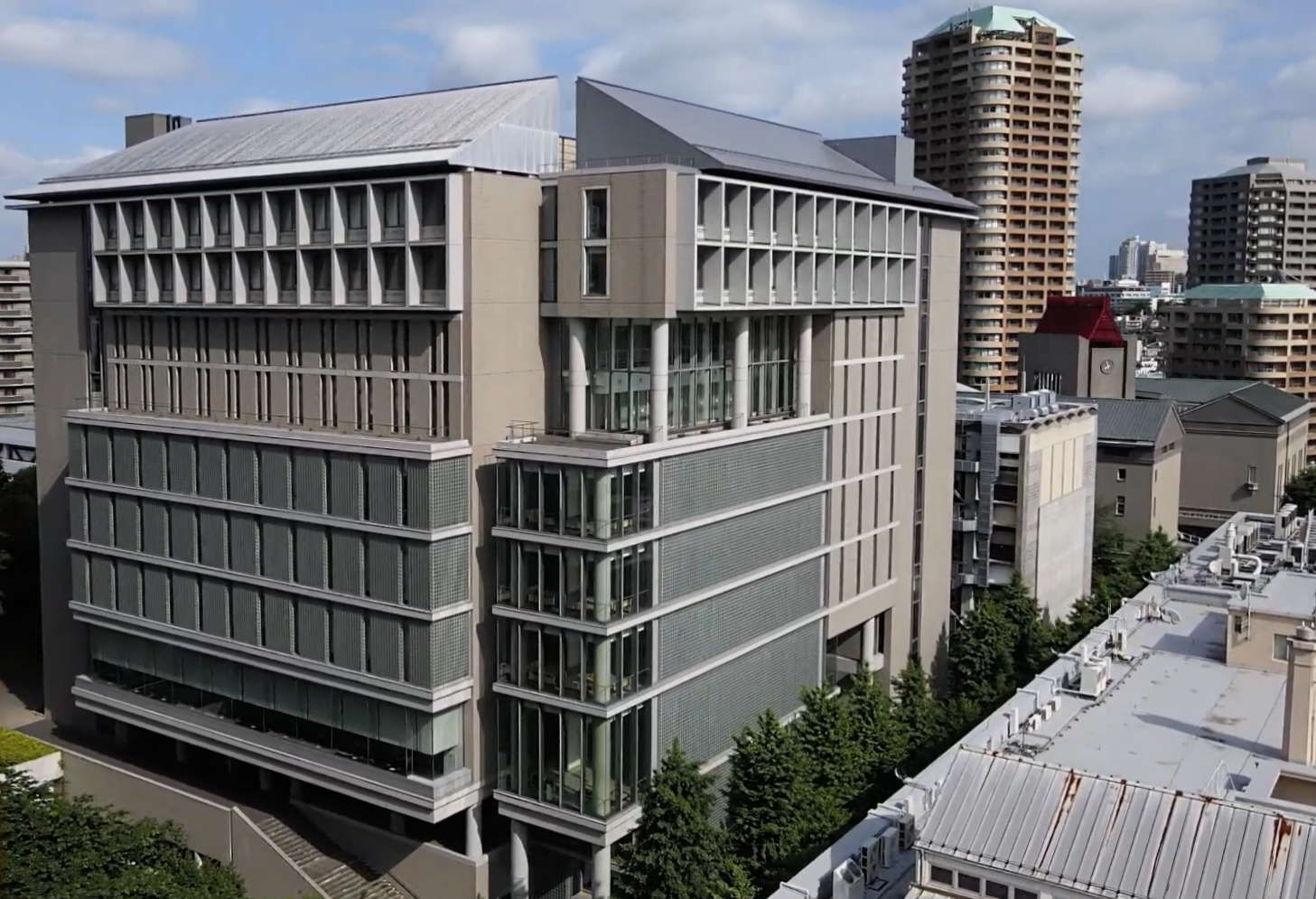
早稲田キャンパス　14号館

## 概要
第二政治経済学部、第二法学部、第二商学部を廃止し、1966年に設置された独立した学部である。社会科学部はそれまでの専門分化した社会諸科学（政治学・経済学・法学・経営学・社会学等）の研究では対応できない諸問題の解決を目指し、社会科学系専門分野を総合的・学際的に研究する学部として創設され、学際的研究を目的とした日本初の学部である。当時の学部要項には「真の社会科学の樹立を目指している」と記述されている。
社会科学部専任教員は多様な分野を専門としたが、それぞれの教員が「社会諸科学の総合」の在り方を究明するため、研鑽・研究を重ねた。創設当初、社会科学部のビジョンを探求し、マスタープランの作成をめざす社会科学部検討委員会において、カリキュラム構想が練られた。その検討委員会の委員長として、大きな業績を残したのは社会科学方法論を講じた難波田春夫教授であった。同教授の論文「社会科学方法叙説」(『早稲田社会科学総合研究』創刊号)及び「社会科学方法考」(『早稲田社会科学総合研究』第16号 創設10周年記念号)を熟読すると社会科学部の存立意義が理解できる。
1979年6月、社会科学部教授会は創立100周年記念事業の一環として、社会科学部の新キャンパスへの移転と昼間部化を申し入れたが、理事会で否認され、1987年4月、新キャンパス(所沢キャンパス)には人間科学部が設置された。『早稲田大学百五十年史』
1992年～94年、早稲田大学社会科学部長岡澤憲芙は、21世紀を見据えた、社会科学部の目指すビジョンを明確にし、「国際性：Transnationality」と「学際性：Interdisciplinarity 」という二本の柱を社会科学部の学部理念に掲げた。比較政治学者でもある岡澤憲芙は、社会科学部の求める学生像を『心に地球儀を持った学生』と再定義した。また社会科学部の学部カリキュラムを刷新し、「国際化」と「情報化」という環境変化を見据え、教授陣の充実、新校舎「新14号館」の建設といった、大規模な投資を行った。
1998年、新14号館が竣工し、13時(土曜10時40分)から開講する昼夜開講学部になり、2009年に昼間学部へ移行した。
入試の志願者数も1966年には1920名であったが、1970年 4336名、1976年には1万人を超えた（社会科学部History1966-早稲田歴史館）。その後、1980年 10787名、1982年 10569名を数え、例年1万人を超える志願者をあつめる人気学部として、より難化した。（1966年の18歳人口は約249万人、4年制大学への進学率は11.8％。現在とは大きな違いがあることを考慮しなければならない）
1）志願者を増やした要因の一つが就職率である。第1回卒業生の就職希望者275名の87％、240名の就職が決定した。「因に八七パーセントの就職率は第一文学部や教育学部をそれぞれ一〇パーセントおよび三パーセントを上廻るものであった」『早稲田大学百五十年史』　　
2）早稲田人気である。早稲田大学を好み入学したいと希望する者は多い。しかし、地方出身者にとって東京での生活費を工面できるかどうかという不安もあった。社会科学部なら定職に就いても通学できる、アルバイトもし易い。社会科学部は地方出身の男子学生が多かった。
3）社会科学部も予備校の偏差値ランキングに掲載されるようになると、「法政・明治には行きたくない。やはり早稲田の方が良い。第一志望の学部でなくても、早稲田大学社会科学部が良い。」と考える受験生が増加してきた。
4）どの学部の学生とでも交流でき、自由に学びたい分野を学べる早稲田大学の方針が認知されたこと。
例えば、
社会科学部の卒業には136単位の修得が必要であった。卒業論文は必修ではないが、大多数の学生はゼミに所属し、ゼミ論の作成、提出に努力を惜しまなかった。他学部聴講もでき、20単位までは卒業単位として認定された。必修であった体育実技・理論4単位は、体育局で登録して他学部の学生と一緒に授業を受けた。（現在では卒業修得単位124単位のうち、48単位まで他学部・指定他大学授業を聴講しても、卒業単位として認定される）
教員免許の取得を希望する場合は、教育学部の教職課程で他学部の学生と一緒に授業を受けることになる。地理・歴史科目は文学部の授業を受け単位を取得する。早稲田では教育学部の学生も教職課程に登録して授業を受けないと教員免許を取得できなかった。
司法試験の合格をめざす者は、法学部の法職課程に登録すると授業を受けることができる。社会科学部・政治経済学部・文学部・教育学部・理工学部等、どの学部の学生でも司法試験に合格している。
外国語の修得をめざす者は、語学教育研究所に登録して授業を受けることができた。社会科学部の卒業生には、外務公務員試験(合格者の大半は東大法学部であった)に合格した者もいる。
サークル活動は社会科学部のサークルだけでなく、全学サークルに所属し活動する者も多い。
学術系全学サークルに所属し、東大博士課程に進学、博士号を取得し国立大学教授になった者もいる。社会科学部の学生が結成した山岳サークルが全学サークルに発展したこともあった。
卒業生の各界での活躍によって、いつしか「最も早稲田らしい学部」と言われるようになり、昔ながらのバンカラ気質を残す学部としても知られ、社会的評価が高まっていった。
現在、本学部入試において、英語、日本史・世界史問題（2025年度入試より共通テスト3科目＋英語・総合問題または英語・数学に改編）は早稲田最難関とも言われており、入試実質倍率も例年10倍を数えるなど、早稲田大学の人気学部である。

## 教育・研究の特徴
早稲田大学社会科学部の開設科目は、「社会科学総合学部」として【政治、経済、法律、経営、会計 】から【国際、環境、都市、社会、近現代史、言語文化、情報、コミュニケーション】といった科目に加え、【地域研究、国際関係論、平和学、環境政策、マーケティング、メディア・スタディーズ】といった「学際複合領域」の科目まで多岐にわたる。
ゼミは、大学2年次の春学期から始まり、社会科学総合・政治学・経済学・法学・商学・人文科学・自然科学の7つの分野における約60のテーマ〜「臨床性」の深い、ケーススタディやフィールドスタディを重視したテーマが多く含まれる〜から学生が自由に選べるのも特徴である。大学2年次では「専門的学習への導入」、大学3年次では「専門的・総合的学習」、大学4年次では「専門的・総合的学習の完成」という流れで社会科学部の学生はそれぞれの専門分野の知識を深めていく。
社会科学部には多くの海外協定校があり、海外を身近に感じるコーディネートされたプログラムも充実している。学習戦略をデザインし、自分主体の学びを実践するための科目「ラーニング・コミュニティ」や、英語で専門を学ぶ「グローバルラーニング」、現代社会が直面しているテーマについて、多角的な切り口から問題を分析する「社会科学総合研究」、その他1000科目以上の講義科目を通じて新しい問題意識を開拓し、学びのモチベーションをアップしながら、新しい自分を拓くことができる。
※教職に必要な科目を履修することで、高等学校教諭・一種免許状（地理歴史，公民 (教科)，商業 (教科)，情報 (教科)）、中学校教諭・一種免許状（社会 (教科)）の資格取得が可能。社会科学部 科目登録

早稲田大学社会科学部の教授陣には多様なバックグラウンドを有する研究者が加わった。 特に、「地域研究：Area studies」と様々な領域において国境を越えた「比較研究：Comparative research」に取組む研究者が多く着任し、ダイバーシティという観点からも、女性の研究者、外国人の研究者、とりわけ外部（早稲田大学以外）からの研究者の占める割合が高まったことにより、多様性の高い体制がこの時期に築かれることとなった。語学の教員を除いて、早稲田大学で初めて外部から外国人の研究者を専任教員として迎えた学部である。中国人の教授が「中国研究」を講じ、ベトナム人の教授が「国際貿易論」を講ずる。

## 校舎・設備の特徴
早稲田大学社会科学部の新校舎「新14号館」は、本部キャンパスで最初に、情報化時代に対応した校舎として建設された。校舎内での円滑な移動を可能にするため、エレベーターをはじめ、学内初となるエスカレーターの設置が行われた校舎でもある。晴天時には上層階から東京スカイツリーのほか、遠く富士山を望むこともできる。
また新14号館は、海外の著名政治家、世界の第一線で活躍する知識人を招いた講演会の他、内外の著名経済人が出席するビジネスフォーラム、国際シンポジウムの会場にも利用されることが多い。過去には、29歳で文部大臣に就任し、「世界一の学力」と評された、フィンランドの教育政策及び情報化時代への政策転換を担ったオッリペッカ・ヘイノネン運輸・通信大臣(当時)や、Albert Carnesaleハーバード大学ケネディスクール元学院長／UCLA (University of California, Los Angeles) 総長(1997-2006年)、ジョージ・H・W・ブッシュ 第41代アメリカ合衆国大統領、 コリン・パウエル 第65代国務長官・第12代統合参謀本部議長、 ヨシュカ・フィッシャー元ドイツ副首相(兼外務大臣)・元緑の党党首、中村修二 カリフォルニア大学サンタバーバラ校教授などの講演がこの新14号館で行われている。さらに、早稲田大学で初めて実施された秋入学式の式場にも利用された。

## 年表
- 1966年（昭和41年）- 社会科学部創設。
- 1971年（昭和46年）- 15時50分(土曜14時10分)から授業開始。
- 1983年（昭和58年）- 早稲田大学創立100周年記念行事を開催。早稲田大学社会科学部学会編『新しい社会科学を求めて』(行人社) 出版。
- 1986年（昭和61年）- 14時30分(土曜13時)から授業開始。
- 1989年（平成元年）- 全国自己推薦入試 (評定平均4.5以上、現4.0以上) 創設。　　　　　　　　　　　　　　　　　　　　　　　　　※2024年度入試より、英語外部検定試験スコア提出を必須化。
- 1998年（平成10年）- 13時(土曜10時40分)から授業開始。新14号館が竣工。
- 2009年（平成21年）- 9時(1時限)から授業開始。専門性と学際性をより重視した新カリキュラム「社会科学基礎教育課程」(1,2年次)、「学際・複合教育課程」(3,4年次) 導入。センター試験 (現 共通テスト) 利用入試創設。
- 2011年（平成23年）- 英語学位プログラム創設。
- 2016年（平成28年）- 社会科学部創設50周年。
- 2019年（平成31年）- グローバル入試 (ソーシャルイノベーションプログラム〜TAISI  Transnational And Interdisciplinary Studies in Social Innovation 、一般プログラム)創設。※2023年度より英語学位プログラムAO入試 TAISI Admission(9月入学)に改編。
- 2021年（令和3年）- ソーシャルイノベーション・アクセラレートプログラムが文部科学省「知識集約型社会を支える人材育成事業」メニューⅢ「インテンシブ教育プログラム」に採択。
- 2024年（令和6年）- 社会諸問題解決に必要となる、高度な学際探究力を育むコース制を導入。「平和・国際協力コース」「多文化社会・共生コース」「サスティナビリティコース」「コミュニティ・社会デザインコース」「組織・社会イノベーションコース」※2年次秋学期より
- 2025年（令和7年） - 一般入試科目を英語・国語・選択科目から共通テスト(英語・国語・選択科目) + 英語・総合問題または英語・数学に改編。

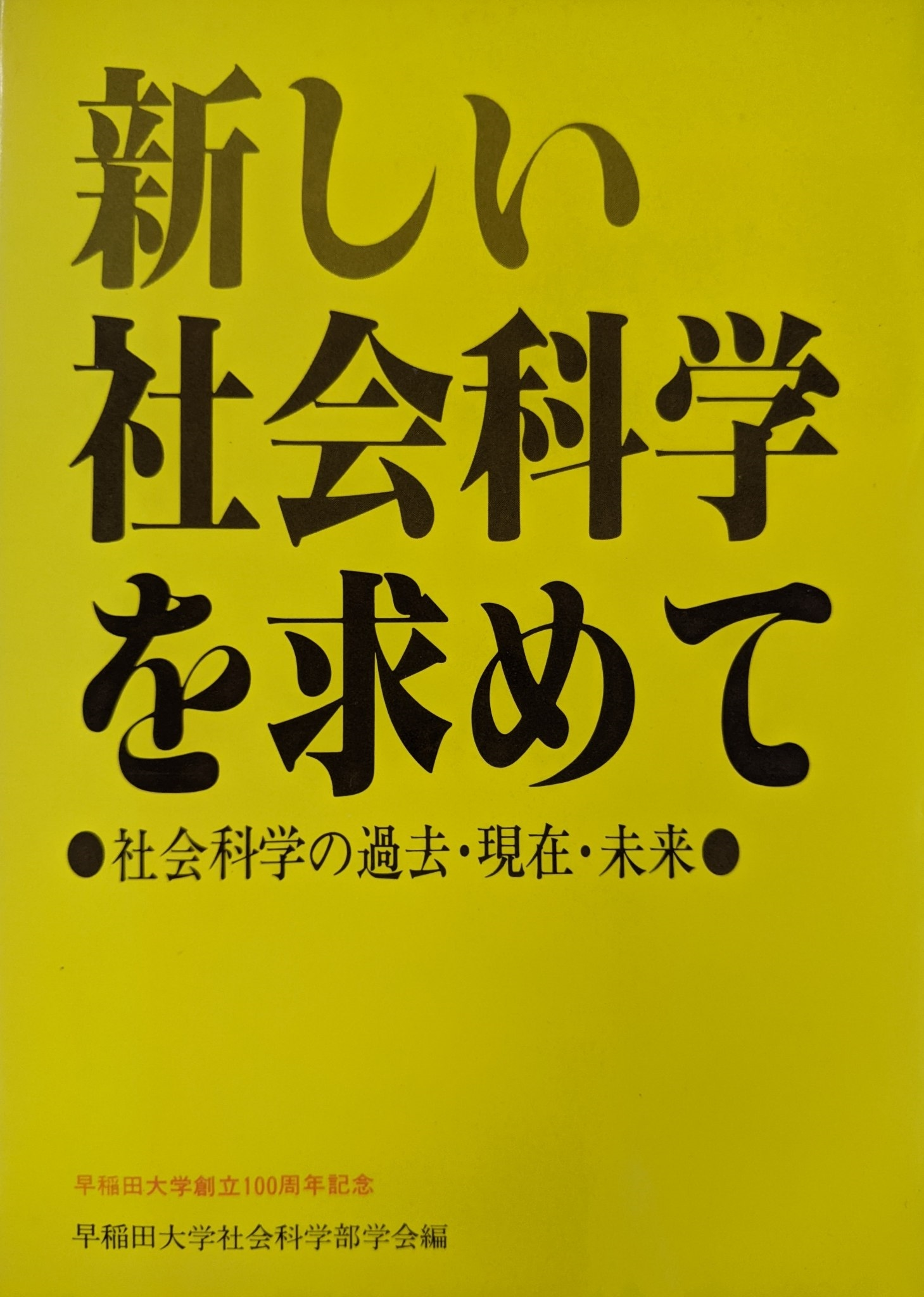

## 学科
- 社会科学科
  - 2024年度入学者644名[2]

## 大学院
- 早稲田大学社会科学総合学術院
  - 大学院社会科学研究科
    - 地球社会論専攻
現代日本学研究、グローバル市民社会研究、国際協力研究　　　　　　　　　
    - 政策科学論専攻
サスティナブル開発研究、公共・社会政策研究
- 先端社会科学研究所　　　　　　　　　　　　　　　　　　　　　　　　　　　　　　　　　　　　　　　　　　　　　　　　　　グローバルイシュー研究部門、ソーシャルデザイン研究部門、現代日本学研究部門、社会科学総合研究部門
- Global Asia Research Center

## 刊行物
早稲田大学社会科学部は以下の冊子(紀要)を発行している。
- 『早稲田社会科学総合研究』
- 『学生論文集』

早稲田大学 大学院社会科学研究科は、以下の冊子(紀要)を発行している。
- 大学院社会科学研究科紀要 『社学研論集』
- 先端社会科学研究所紀要『ソシオサイエンス』

## 専任教員（抜粋）
社会諸科学の相関性を重視する学部の立場から、在籍する教員は以下のように各専門領域での研究に加え、学際複合領域で研究を行う教員も多く、社会科学から人文科学、自然科学まで広い領域にまたがる。
- 有馬哲夫（社会学、メディア研究、アメリカ研究、日米放送史、文化産業研究）　オックスフォード大学客員教授。主な著書『一次資料で正す現代史のフェイク』『「慰安婦」はみな合意契約していた』他
- 赤尾健一（環境経済学、経済理論、森林資源経済学）
- 池田雅之（比較文学・比較文化、異文化間コミュニケーション能力開発、翻訳家、早稲田大学国際言語文化研究所所長。『正力松太郎賞』 受賞。
- 卯月盛夫（都市デザイナー、プロジェクトマネジメント、一級建築士）　早稲田大学「参加のデザイン研究所」所長。
- 古賀勝次郎（理論経済学、比較社会思想、フリードリヒ・ハイエク研究）　早稲田大学名誉教授。 『ハイエク全集』訳者。
- 小山慶太（物理学：物性物理学・固体物理学、物理学史）　早稲田大学名誉教授、元早稲田大学社会科学部長。早稲田大学「オープン教育センター」センター長（初代）。NHK教育テレビ「NHK高校講座《物理》」講師。
- 笹原宏之（日本語学、漢字文化研究）『金田一京助博士記念賞』 受賞。文化庁文化審議会 ― 国語分科会委員、常用漢字の選定・改定を行う。
- 島善高（法制史、基礎法学、日本近代史、皇室史）
- 坪郷實（比較政治学、環境政策、緑の党研究）　早稲田大学名誉教授、元早稲田大学社会科学部長。
- トラン・ヴァン・トゥ（国際経済学、開発経済学、アジア経済論）『アジア・太平洋賞』 受賞。
- 内藤明（国文学、万葉学者、歌人）『芸術選奨文部科学大臣新人賞』受賞。 宮中『歌会始の儀』 選者。
- 野口智雄（マーケティング論、経営学、流通の経済分析）『日本商業学会 学会賞』 受賞。早稲田大学ビジネススクール 「LVMH：モエ ヘネシー・ルイ・ヴィトングループ寄付講座　ラグジュアリーブランディング系」 兼担教授。
- 畑惠子（ラテンアメリカ地域研究、メキシコ現代政治）　早稲田大学名誉教授。NHK教育テレビ「高校講座《世界史》」 元講師。
- 久塚純一（社会保障法、少子化対応・次世代育成施策の国際間比較研究）　日本社会保障法学会理事。
- 劉傑(リュウ・ジェ)（近代日中外交史、日中関係論、現代中国論）『大平正芳記念賞』受賞。世界平和研究所『中曽根康弘賞』受賞。 大学院アジア太平洋研究科 兼担教授。元早稲田大学社会科学部長。早稲田大学評議員。
- 戸田学（ゲーム理論、一般均衡理論、マッチング理論）
- 吉田和夫（民法、法情報学）早稲田ポータルオフィス長。
- 吉田敬（科学哲学、社会科学の哲学）
- 上沼正明（応用経済学）
- 小島宏（人口政策論、人口移動論、家族人口学）　早稲田大学イスラーム地域研究機構アジア・ムスリム研究所所長。
- 篠田徹（労働史、労働政治）
- 鈴木規子（政治社会学、ヨーロッパの移民とシティズンシップ）
- 周藤真也（社会学）
- 鄭有希（国際人的資源管理論、組織行動論、キャリア論）早稲田大学先端社会科学研究所副所長。
- 長谷川信次（国際経営）
- 浜本篤史（社会学）
- 棟居徳子（社会保障法、国際人権法）
- 厚見恵一郎（政治思想史）『飯島賞』受賞。
- 池谷知明（政治史）
- 稲生信男（行政学、地方自治、公共経営）
- 今村浩（政治学）　早稲田大学地域・地域間研究機構アメリカ政治経済研究所所長。
- 古川敏明（社会言語学、談話分析、会話分析）
- 堀芳枝（国際関係論）　日本フェミニスト経済学会(JAFFE)幹事。
- 山田満（国際関係論、国際協力論）　元早稲田大学社会科学部長。早稲田大学地域・地域間研究機構アジア・ヒューマン・コミュニティ(AHC)研究所所長。日本・東ティモール協会副会長。緊急人道支援学会会長。元早稲田大学平山郁夫記念ボランティアセンター(WAVOC)所長。早稲田大学評議員。
- 川島いづみ（会社法、証券法）
- 黒川哲志（環境法）
- 阪口正二郎（憲法、比較憲法）　元全国憲法研究会事務局長。
- 鈴木俊晴（労働法、労働法政策論）
- 仲道祐樹（刑事法学）
- 福永夕夏（国際経済法）
- 及川浩希（マクロ経済学、経済成長・企業動学）
- 北村能寛（ファイナンス）
- 弦間正彦（応用経済学）　早稲田大学理事。
- 土門晃二（産業組織論）
- 鷲津明由（産業連関論）　環境経済・政策学会(SEEPS)理事。早稲田大学先端社会科学研究所所長。
- 井上正（経営学）
- 葛山康典（企業財務論、金融工学）
- 中島健一（社会システム工学、安全システム）
- ゲイル カーティス アンダーソン（日本近現代史）
- 小長谷英代（文化人類学、民俗学）
- 千葉清史（哲学）
- 寺尾隆吉（ラテンアメリカ文学）　翻訳家。
- 花光里香（異文化コミュニケーション論、応用言語学）　日本英語表現学会理事。
- 佐藤洋一（空間映像研究、都市空間、都市史）早稲田大学社会科学部長。
- 早田宰（都市・地域計画、住宅・コミュニティ開発）　前早稲田大学社会科学部長。早稲田大学都市・地域研究所所長。早稲田大学評議員。
- 家田修（東欧スラブ地域研究、ユーラシアの環境研究、災害復興研究）
- 中林美恵子（政治学、国際公共政策）　米国マンスフィールド財団名誉フェロー。グローバルビジネス学会会長
- 李鎔哲（現代韓国、北朝鮮の政治外交）

過去に在籍した専任教員
- 浦田秀次郎（国際経済学、開発経済学、アジア経済論）　元世界銀行エコノミスト。 元早稲田大学アジア太平洋研究科教授。
- 岡沢憲芙（政党システム研究、北欧政治・社会制度研究）　早稲田大学名誉教授、元早稲田大学社会科学部長。総合研究開発機構(NIRA) 『政策研究 東畑精一記念賞』 受賞。日本比較政治学会会長（初代）。NHK教育テレビ「高校講座《地理》」元講師。
- 掛下栄一郎（哲学）　早稲田大学名誉教授、元早稲田大学社会科学部長。
- 佐藤紘光（会計学、管理会計）　早稲田大学名誉教授、元早稲田大学社会科学部長。『日本管理会計学会 学会賞』 受賞。早稲田大学ビジネススクール 「企業価値の評価と経営系」兼担教授。
- 田村正勝（社会科学方法論、社会哲学）　難波田春夫教授の後継者。元早稲田大学社会科学部長。『社会科学方法論は、学部創設に際して「社会科学原論」として文部省に申請したが・・修正を求められ・・「社会科学方法論」という講義の呼称にしたが・・』著書『社会科学原論講義』より
- 木村時夫（政治史学、日本ナショナリズム史論）　早稲田大学名誉教授、元早稲田大学社会科学部長。元早稲田大学社会科学研究所（現早稲田大学先端社会科学研究所）所長。
- 田中由多加（マーケティング）　元早稲田大学社会科学部長。
- 大畑弥七（国際貿易論、国際経済学）　早稲田大学名誉教授、元早稲田大学社会科学部長。
- 山之内光躬（財政学）　元早稲田大学社会科学部長。
- 大畠英樹（国際政治学）　早稲田大学名誉教授。
- 田村貞夫（経済学）　早稲田大学名誉教授。
- 常田稔（社会システム工学、経営科学）　元早稲田大学社会科学部長。
- 那須政玄（哲学）　元早稲田大学社会科学部長。
- 輪湖博（生体生命情報学、生物物理学）　元早稲田大学社会科学部長。
- 照屋佳男（英文学）　早稲田大学名誉教授。
- 清水敏（労働法）　早稲田大学名誉教授、元早稲田大学社会科学部長。
- 大西泰博（民法）　元早稲田大学社会科学部長。
- 多賀秀敏（平和学、国際関係論）　早稲田大学名誉教授、元早稲田大学社会科学部長。
- 土方正夫（情報システム論、社会工学）　早稲田大学名誉教授。早稲田大学先端社会科学研究所研究員。
- 成富正信（現代社会学、社会福祉学）　早稲田大学名誉教授。
- 辻義昌（経済政策）　早稲田大学名誉教授。
- 霜田美樹雄（宗教政治学）　早稲田大学名誉教授。『マルコ・ポーロ賞』受賞。『勲三等瑞宝章』受章 。
- 池島宏幸（商法、企業法）
- 林正寿（財政学、アメリカ財政政策）　早稲田大学名誉教授。日本財政学会名誉会員
- 大畑末吉（アンデルセン翻訳家）
- 西原博史（憲法学、比較憲法学、教育法）　元早稲田大学社会科学部長。元早稲田大学総長西原春夫の子息、2018年交通事故で逝去。
- 難波田春夫（社会科学方法論、社会哲学）　社会科学部の創設理念を提唱。1957年～日本学術会議会員。1966年早稲田大学社会科学部教授。1973年～西ドイツ経済学・社会科学学会の会員。1969年『国家と経済ー近代社会の論理学ー』『社会科学研究』等著作多数。『早稲田では、定年になるまでの十年間「天下の英才を得て之を教育する」の楽しみを知り、学者として立つ優れた後継者を得ることもできた。』難波田春夫著作集

## 出身者

### 政治
- 安住淳 - 元財務大臣、立憲民主党国会対策委員長
- 荒井広幸 - 内閣官房参与、元衆議院議員
- 吉田博美 - 元国土交通大臣政務官、元自由民主党参議院幹事長、元長野県議会議長
- 広田一 - 参議院議員、元防衛大臣政務官、元高知県議会議員
- 樋高剛 - 元環境大臣政務官、元衆議院議員
- 國場幸之助 - 衆議院議員、外務大臣政務官、自民党副幹事長、元沖縄県議会議員
- 和田有一朗 - 衆議院議員、元神戸市会議員、元兵庫県議会議員
- 緑川貴士 - 衆議院議員、元秋田朝日放送アナウンサー
- 岡島一正 - 衆議院議員、元NHK映像取材番組担当副部長
- 岸田光広 - 衆議院議員
- 安藤淳子 - 衆議院議員、元千葉県議会議員
- 菅家一郎 - 元衆議院議員、復興副大臣、元会津若松市長
- 上杉謙太郎 - 元衆議院議員、元ネモフィラ取締役
- 湯原俊二 - 元衆議院議員
- 山田良司 - 元衆議院議員、元岐阜県下呂市長
- 安井潤一郎 - 元衆議院議員
- 柴田巧 - 参議院議員、日本維新の会政務調査会長代行
- 田島國彦 - NPO法人公共政策研究所 常務理事・主任研究員
- 斉藤猛 - 東京都江戸川区長
- 石川良一 - 元東京都稲城市長、東京都議会議員、元東京都議会議長
- 加藤育男 - 東京都福生市長、元福生市議会議員
- 林琢己 - 横浜国際平和会議場(パシフィコ横浜)社長、元横浜市副市長
- 平井竜一 - 元神奈川県逗子市長、元逗子市議会副議長
- 高杉徹 - 元茨城県常総市長、元常総市議会議員
- 竹内千尋 - 元三重県志摩市長
- 上島一彦 - 元大阪府箕面市長、元大阪府議会議員
- 岩浅嘉仁 - 元徳島県阿南市長、元衆議院議員
- 原崎智仁 - 元福岡県福津市長、元福津市議会議員
- 杉澤泰彦 - 長崎県西海市長、元西海市議会副議長
- 伊達勝身 - 元岩手県岩泉町長、元岩泉町産業開発公社専務理事
- 桑原悠 - 新潟県津南町長、元津南町議会副議長
- 矢田富郎 - 石川県津幡町長、元石川県議会議長
- 野上武典 - 徳島県勝浦町長
- 小笠原大佑 - 青森県議会議員
- 野田尚紀 - 盛岡市議会議員、フロムいわて社長
- 松田康将 - 東京都議会議員
- 須山卓知 - 東京都議会議員
- 吉倉正美 - 元東京都議会議員
- 小林均 - 葛飾区議会議員
- 峯岸良至 - 葛飾区議会議員
- 竹内明浩 - 荒川区議会議員
- 甲斐麻莉子 - 墨田区議会議員、司法書士
- 小島智史 - 元台東区議会議員
- 河原弘明 -元豊島区議会議員
- 佐藤佳一 - 新宿区議会議員
- 伊藤毅志 - 渋谷区議会議員、元渋谷区議会議長
- 堀部康 - 杉並区議会議員
- 富本卓 - 元杉並区議会議員、元杉並区議会議長
- 松田哲也 - 目黒区議会議員
- 細貝悠 - 目黒区議会議員
- 三遊亭らん丈 - 町田市議会議員、落語家
- 小関重太郎 - 町田市議会議員
- 作山友祐 - 神奈川県議会議員
- 相原高広 - 元神奈川県議会議員、元神奈川県議会副議長
- 斎藤達也 - 横浜市議会議員
- 礒部裕和 - 元千葉県議会議員
- 佐藤浩 - 元千葉県議会議員、柏市議会議員
- 保坂康平 - 千葉県議会議員、元四街道市議会議員
- 桜井崇 - 千葉市議会議員
- 渡辺惟大 - 千葉市議会議員
- 野口じゅん - 市川市議会議員、一級建築士
- 池田麻里 - 元さいたま市議会議員
- 石原昂 - 所沢市議会議員
- 福島智雄 - 行田市議会議員
- 白石資隆 - 栃木県議会議員
- 泉沢信哉 - 元群馬県議会議員
- 風間辰一 - 長野県議会議員、 元長野県議会議長
- 甕裕一 - 元長野県議会議員
- 小長井由雄 - 静岡県議会議員
- 花井和夫 - 浜松市議会議員
- 浅野有 - 名古屋市会議員
- 新谷博範 - 元石川県議会議員、金沢市議会議員
- 東豊 - 三重県議会議員
- 大澤彰久 - 京都府議会議員
- 隠塚功 - 京都市会議員、元京都市会副議長
- 三栖拓也 - 和歌山県議会議員
- 福羅浩一 - 愛媛県議会議員、愛媛県議会議長
- 江口善明 - 福岡県議会議員
- 江口善紀 - 佐賀県議会議員
- 鶴田志郎 - 鹿児島県議会議員、元鹿児島県議会副議長
- 宇都恵子 - 鹿児島県議会議員
- 西久保耕史 - 宮崎県日南市副市長

### 経済
- 天野信之 - コウェル社長、元セグエグループ副社長
- 雨宮正英 - 山梨交通社長
- 甘利治夫 - 元奈良新聞社社長、学校法人奈良学園理事、奈良ユニセフ協会会長
- 有田徹也 - ヤマウホールディングス社長、元福岡銀行取締役常務執行役員
- 伊久間努 - SBIアルヒ社長、SBIホールディングス専務執行役員
- 池田孝資 - ホッカンホールディングス社長
- 石橋邦裕 - ブルームバーグL.P日本支社会長
- 伊豆信太郎 - 熊本日日新聞社社長
- 出田信秀 - 大熊本証券社長
- 伊藤永 - 元アークランドサービス社長
- 伊東知康 - 元ワコール社長、元ワコールホールディングス副社長
- 伊藤豊 - 元日本通運副社長、元JAFA会長、元JIFFA会長
- 伊奈憲彦 - 京セラ取締役兼執行役員専務、元京セラドキュメントソリューションズ社長
- 井上誠一郎 - 元熊本県民テレビ専務取締役
- 井元成吾 - 元日経ラジオ社社長
- 岩槻知秀 - レバレジーズ創業者・社長
- 上野金太郎 - 元メルセデス・ベンツ日本会長、ティーアイホールディングス社長
- 上野賢了 - 元京急百貨店社長
- 遠藤久 - 日本ケンタッキー・フライド・チキン社長、日本KFCホールディングス社長
- 岡本保朗 - サイバーエージェント副社長
- 織井渉 - エスコンアセットマネジメント社長、エスコン執行役員
- 加藤義人 - テレビマンユニオン代表取締役
- 神谷健司 - プロトコーポレーション社長
- 亀井正文 - 日本ドライケミカル社長
- 川瀬善業 - フローラ創業者・会長
- 川田和照 - 元図書印刷社長
- 菊地英之 - 読売広告社社長
- 北村真一郎 - 日本経済社社長、元日本経済新聞社執行役員
- 木村勇介 - キムラ社長、ジョイフルエーケー社長
- 窪田規一 - ペプチドリーム創業者・元会長、ケイエスピー社長
- 郡司誠致 - WOWOWコミュニケーションズ社長、元WOWOWプラス社長
- 甲田英毅 - 東計電算会長
- 河埜祐一 - 西松建設副社長
- 小林訓二 - レノファ山口FC取締役、山口県サッカー協会会長、元山口市議会議員
- 佐伯光則 - 三井農林社長
- 酒井恵一 - 大和証券オフィス投資法人執行役員、元リテラ・クレア証券社長
- 桜井一宏 - 旭酒造社長、2021 Forbes JAPAN 100
- 櫻田武志 - サンエー化研社長
- 佐藤良治 - 元日立キャピタル証券(現DBJ証券)社長、元日立キャピタル損害保険社長
- 信田博幸 - 三信住建社長、元長谷工コーポレーション取締役兼専務執行役員
- 四宮哲爾 - 元昭産商事社長、元昭和産業専務取締役
- 下村弘 - 北日本銀行常務取締役
- 杉本哲哉 - マクロミル創業者・元社長、グライダーアソシエイツ社長、事業構想大学院大学客員教授、早稲田大学名誉賛助員
- 助野彰彦 - 菱六社長
- 鈴木健一郎 - 鈴与社長、鈴与ホールディングス会長、エスパルス会長
- 鈴木伸 - CAICA DIGITAL社長
- 鈴木孝雄 - 大東銀行会長兼社長
- 田中政和 - フィールドキャスター社長
- 田仲幹弘 - トーハン副社長、トーハンロジテックス社長
- 田辺次良 - 元タナベ経営会長
- 田中教彦 - 山梨中央銀行常勤監査役・元常務取締役
- 寺崎悦男 - 元コジマ社長
- 當舎裕己 - 元飯野海運社長
- 徳山大樹 - 元楽天ヴィッセル神戸社長
- 中川智博 - リオ・ホールディングス社長
- 奈良秀則 - 元エービッツ社長、元青森観光コンベンション協会会長
- 西井英正 - 弘進ゴム社長、日本ゴム履物協会会長
- 服部晃 - 楽天損害保険社長、楽天インシュアランスホールディングス取締役
- 濱谷將人 - 元北海道電力取締役常務執行役員
- 林克弘 - 関西フードマーケット社長、エイチ・ツー・オー リテイリング副社長
- 東良和 - 沖縄ツーリスト会長
- 平本忠 - ケーズホールディングス会長
- 福田祐一 - エフテック社長
- 藤田和郎 - レデイ薬局社長
- 舛田淳 - LINE MUSIC社長、LINEヤフー上級執行役員
- 松浦由治 - ピップ社長、フジモトHD社長
- 松田秀和 - ゴーウェル社長
- 松平弘之 - 日本軽金属取締役常務執行役員、日本軽金属ホールディングス取締役上席執行役員
- 真船幸夫 - イトーヨーカ堂会長、元ヨークベニマル会長
- 三浦達也 - 京阪バス社長、元京阪ホールディングス副社長
- 嶺井政人 - 元マイネット副社長
- 峯島一郎 - 丸八倉庫社長
- 村上範義 - W TOKYO社長、東京ガールズコレクション(TGC)プロデューサー
- 望月博 - 元ENEOSフロンティア社長、元稲門倶楽部会長、元日本石油野球部監督
- 山口勝規 - 元アグレックス社長
- 山下学 - 長府製作所社長
- 山下朋之 - 五洋建設副社長
- 山本雅人 - 元東芝テック取締役専務執行役員
- 横田靖博 - 東京海上アセットマネジメント社長
- 吉永智征 - Mizkan(ミツカン)社長、Mizkan Holdings取締役
- 吉村毅 - デジタルハリウッド会長、デジタルハリウッド大学大学院教授
- 依田隆 - 日立製作所執行役常務
- 若松敬昭 - 熊本銀行取締役常務執行役員
- 鷲津雅広 - ジョンソン社長
- 渡辺達朗 - 元大塚製薬常務取締役、元大塚ホールディングス取締役
- 渡部勝 - パレスホテル専務取締役、パレスホテル東京総支配人
- 勝部元気 - リプロエージェント社長、コラムニスト
- 橋本貴智 - Ascenders社長、一般社団法人Japan Sports Hub代表理事
- 井上文人 - 早稲田大学グループホールディングス社長、早稲田大学常任理事、早稲田大学評議員
- 阿川功 - 阿川司法書士法人・阿川土地家屋調査士法人代表、司法書士・行政書士、早稲田大学社会科学部稲門会 前会長、早稲田大学評議員

### 文化・教養・学際
- 乃南アサ - 小説家、第115回直木賞『凍える牙』、第6回中央公論文芸賞『地のはてから』、第66回芸術選奨文部科学大臣賞『水曜日の凱歌』
- 杉元伶一 - 小説家、漫画原作者、第49回小説現代新人賞『東京不動産キッズ』、邦画『就職戦線異状なし』(1991年、製作 フジテレビジョン、配給 東宝、主題歌『どんなときも。』) 原作者
- 鈴木るりか - 小説家、『落花流水』『さよなら、田中さん』、12歳の文学賞大賞2013〜2015
- 李良枝 - 小説家、第100回芥川賞『由煕』
- 織田淳太郎 - ノンフィクション作家、スポーツライター
- 松瀬学 - スポーツジャーナリスト、日本体育大学教授
- 生島淳 - スポーツジャーナリスト、スポーツライター、主な著書『エディー・ジョーンズとの対話』『箱根駅伝』他
- 斎藤栄一郎 - 翻訳家、ジャーナリスト、主な訳書『1日1つ、なしとげる!』他
- 大岡啓之 - ホテルエッセイスト、オフィス大岡 代表
- 潮凪洋介 - エッセイスト、イベントプロデューサー、ハートランド社長
- 津田大介 - ジャーナリスト、元早稲田大学文学学術院教授、ネオローグ社長、一般社団法人インターネットユーザー協会代表理事、あいちトリエンナーレ2019芸術監督
- 萩尾信也 - ジャーナリスト、毎日新聞社会部長、石橋湛山記念早稲田ジャーナリズム大賞『生きる者の記録』、日本記者クラブ賞『三陸物語』
- 岩上安身 - ジャーナリスト、ノンフィクション作家、講談社ノンフィクション賞、Independent Web Journal(IWJ)代表
- 黒田伸 - ジャーナリスト、ノンフィクション作家、元北海道新聞編集委員、主な著書『田中将大ヒーローのすべて』
- 島野清志 - ジャーナリスト、経済評論家
- 末延吉正 - ジャーナリスト、東海大学教授、元テレビ朝日政治部長
- 及川健二 - ジャーナリスト、日仏共同テレビ局フランス10局長・編集長、主な著書『野党が掲げる成長のための経済政策』
- 加藤正人 - 脚本家、東北芸術工科大学教授、日本シナリオ作家協会理事長
- なるせゆうせい - 脚本家、演出家、オフィスインベーダー代表
- 坂口香津美 - 映画監督、TVドキュメンタリー　ディレクター、2015文化庁映画賞『抱擁』、2008ギャラクシー賞7月度月間賞『血をこえて〜我が子になった君へ』他
- 雑賀俊郎 - 映画監督、金鶏百花映画祭国際映画部門最優秀作品賞・最優秀監督賞『カノン』、サーフ・エンタテインメント社長
- 寺田靖範 - 映画監督、日本映画監督協会新人賞、おもしろ制作社長
- 武内英樹 - 演出家、映画監督、2020日本アカデミー賞最優秀監督賞『翔んで埼玉』、主な監督作品『神様、もう少しだけ』『のだめカンタービレ』『テルマエ・ロマエ』他
- 森山敦 - 映画プロデューサー、キングレコード上席執行役員
- 井上博貴 - 映画監督、脚本家、演出家
- 草野翔吾 - 映画監督、脚本家
- 有働佳史 - 映画監督、脚本家、小説家、主な作品『女優は泣かない』他
- 野上虎太郎（Grafica.film）- 映像監督、MVディレクター、ビデオグラファー
- 伊東潤 - 歴史小説家、ノンフィクション作家、第1回本屋が選ぶ時代小説大賞『黒南風の海』、吉川英治文学新人賞『国を蹴った男』、山田風太郎賞『巨鯨の海』、中山義秀文学賞『峠越え』
- 桃江メロン - 作家、プロデューサー、ランダムハウス講談社新人賞『表参道Exit A4』
- 長谷川勤 - 松蔭大学客員教授、「吉田松陰論」、NHKラジオ『歴史再発見』講師
- 井戸智樹 - 『歴史街道』総合プロデューサー
- 七澤賢治 -   白川伯家神道継承者、白川学館 創設者、和学研究助成財団 創設者
- 川嶋直 - 環境教育アドバイザー、日本環境教育フォーラム(JEFF)理事長、元立教大学異文化コミュニケーション研究科特任教授
- 三浦有史 - 日本総合研究所調査部上席主任研究員
- 中田安彦 - 国際政治研究家
- 山本雄史 - ロビイスト、ヤマモト・ストラテジック・ソリューションズ代表
- 林英恵 - パブリックヘルスストラテジスト・公衆衛生学者、Down to Earth 社長、慶應義塾大学特任准教授、東京大学・東京医科歯科大学非常勤講師
- 小泉祐一郎 - 元駿台予備学校・元代々木ゼミナール講師（公民科・政治経済）
- 鈴木貫太郎 - 数学系Youtuber、主な著書『大学入試数学 不朽の名問100 』他
- 田代政弘 - 弁護士、元検察官、八重洲総合法律事務所所属
- 豊村慶太 - 行政書士、アガルートアカデミー行政書士試験講師
- 中山亮 - SC経営士、賃貸不動産経営管理士、トリニティーズ社長『SC業界の動向とカラクリがよ〜くわかる本』
- 柳井麻貴 - 生田流箏曲師範、柳井伝統音楽・文化院 主宰、国士舘大学講師
- 和多利浩一 - 美術館ディレクター、『ワタリウム美術館』キュレーター
- 伊藤正道 - 絵本作家、イラストレーター
- 森永邦彦 - ファッションデザイナー、ANREALAGE(アンリアレイジ)社長
- 佐賀由彦 - 医療・介護系ライター、映像クリエイター
- 西谷格 - フリーライター、ノンフィクションライター
- 上岡巧 - エディター、ライター、プロデューサー
- 伊藤滉一郎 - 受験・学歴研究、じゅそうけん代表

### マスコミ
- 安達元一 - 放送作家、「アイデア工学Works」主宰、主な担当番組『SMAP×SMAP』他
- 安東義隆 - 産業経済新聞社上席執行役員西部代表
- 伊集院敦 - 元日本経済新聞社中国総局長、日本経済研究センター主席研究員
- 石橋学 - 神奈川新聞記者
- 江部拓弥 - プレジデント社『dancyu』web編集長
- 大坪悦郎 - NHKエンタープライズ制作本部エグゼクティブプロデューサー、『プロフェッショナル 仕事の流儀』チーフプロデューサー
- 岡部裕一 - RKB毎日ホールディングス常勤監査役・元常務取締役
- 城谷厚司 - NHKプロデューサー、演出家、ギャラクシー賞 『連続テレビ小説カーネーション』
- 黒石岳志 - いまじん執行役員、チーフディレクター、主な担当番組『嵐にしやがれ』他
- 榛葉健 - 毎日放送ディレクター、国際エミー賞、ギャラクシー賞
- すずきB (鈴木弘康) - 放送作家、主な担当番組　『秘密のケンミンSHOW』『ヒルナンデス!』他
- 高桐唯詩 - 放送作家、主な制作番組『F1総集編』『ル・マン24時間』他、主な著書『走れクニミツ小説高橋国光物語』『ドリフトキング土屋圭市風雲録』他
- 高橋一晃 - TBSテレビプロデューサー・演出家、NPO法人スーパーダディ協会代表
- 千種伸彰 - 報道番組『ニュースステーション』『ニュースJAPAN』他ディレクター、メディアプロデューサー
- 藤原雅弘 - 電気新聞編集局長代理・情報データ開発室長・論説委員
- 間狩隆充 - 新潟日報社新発田総局長・論説編集委員
- 村瀬健 - フジテレビプロデューサー、主な作品『silent』(ギャラクシー賞、エランドール賞、　TVerアワード2022ドラマ大賞、第31回橋田賞)『14才の母』他、音楽プロデューサー
- 若松央樹 - フジテレビドラマ制作部企画担当部長、2018藤本賞特別賞『翔んで埼玉』

### 教育・研究
- 北村能寛 - ファイナンス、国際金融論、早稲田大学社会科学総合学術院教授
- 藤原整 - 地域計画情報論、情報社会論、早稲田大学先端社会科学研究所招聘研究員
- 池田和明 - 企業戦略論、M＆A戦略、早稲田大学創造理工学研究科客員教授、元日本IBM執行役員、GCAマネージングディレクター、公認会計士
- 佐藤裕也 - 水循環システム、水ビジネス論、早稲田大学研究院准教授
- 渡瀬裕哉 - 政治アナリスト、パシフィック・アライアンス総研所長、早稲田大学公共政策研究所招聘研究員、事業創造大学院大学国際公共政策研究所上席研究員
- 平田仁子 - 気候変動、エネルギー政策、2021『ゴールドマン環境賞』受賞、気候ネットワーク理事・国際ディレクター、CAN-Japan代表、早稲田大学社会科学研究科博士課程修了
- 鴨川明子 - 比較教育学、早稲田大学教育・総合科学学術院教授、元山梨大学准教授
- 大賀祐樹 - 思想史、経済思想、哲学、主な著書『希望の思想 プラグマティズム入門』他、早稲田大学社会科学部非常勤講師
- 柴山由理子 - 比較政治学、フィンランド地域研究、東海大学講師、早稲田大学社会科学研究科修了
- 城山英巳 - 現代中国論、日中関係史、ジャーナリズム論、北海道大学大学院教授、アジア・太平洋賞特別賞『中国共産党「天皇工作」秘録』、早稲田大学社会科学研究科修了
- 宗像久男 - 医師（神経内科）、宗像久男セカンドオピニオン所長、長崎大学医学部卒、早稲田大学社会科学部・大学院経済学研究科修了
- 柳川まどか - 医師（老年内科、認知症専門医）、名古屋大学医学部附属病院老年内科・化学療法部、東海大学医学部・早稲田大学社会科学部卒
- 今野正裕 - 医師（脳神経内科）、帝京大学医学部附属病院脳神経内科シニアレジデント
- 安中進 - 計量政治学、早稲田大学高等研究所研究員、元日本学術振興会特別研究員、小野梓記念賞『貧困の政治経済学』
- 宇戸清治 - タイ文学、東京外国語大学名誉教授
- 加藤聖文 - 歴史学、国文学研究資料館准教授
- 瀬川千秋 - 中国文化研究家、フリーライター、サントリー学芸賞『闘蟋 中国のコオロギ文化』
- 小泉悠 - 国際安全保障学、外務省専門分析員、東京大学先端科学技術研究センター准教授、サントリー学芸賞、著書『ウクライナ戦争』『現代ロシアの軍事戦略』他
- 駒田泰土 - 知的財産法、上智大学教授
- 佐々木信夫 - 行政学、中央大学名誉教授、元大阪市特別顧問
- 永田晃也 - 経営学、九州大学大学院経済学研究院教授、日本MOT学会理事
- 保坂俊司 - 宗教学、中央大学教授
- 阿部貴子 - 仏教学、インド仏教、大正大学准教授、日本密教学会賞
- 天野徹 - 社会情報学、社会統計学、明星大学教授
- 新井直樹 - 地域政策、観光政策、奈良県立大学教授
- 新垣二郎 - 政治学、行政学、横浜市立大学准教授
- 淡路智典 - 憲法、行政法、東北文化学園大学准教授
- 飯野邦彦 - 会計学、企業会計、東京国際大学教授
- 石川啓雅 - 地域経済論、名古屋経済大学教授
- 五百竹宏明 - 会計学、北陸大学教授
- 井関崇博 - メディアコミュニケーション、兵庫県立大学准教授
- 井門正美 - 教育学、北海道文教大学教授、元北海道教育大学教職大学院教授・院長
- 上田幸彦 - 臨床心理学、沖縄国際大学教授
- 臼井陽一郎 - EU政治、新潟国際情報大学教授
- 内山峰男 - 会計学、元東北大学会計大学院教授、公認会計士
- 恵木徹待 - 国際政治学、安全保障論、四天王寺大学准教授
- 大野武 - 民法、不動産法、明治学院大学教授
- 大場裕之 - 応用経済学、麗澤大学特任教授
- 小笠原浩一 - 社会政策学、社会福祉改革、埼玉大学名誉教授、元東北福祉大学教授
- 小笠原理恵 - 医療系社会学、マイノリティヘルス、大阪大学大学院医学系研究科特任講師
- 小方孝 - 人工知能、認知科学、物語生成システム、物語論、山梨大学助教授、岩手県立大学教授を経て、大和大学教授、岩手県立大学名誉教授
- 岡本忠好 - 音楽ビジネス、大阪音楽大学教授
- 奥山修司 - 会計学、管理会計、福島大学教授
- 尾関学 - 経済史、岡山大学教授
- 小田桐忍 - 児童福祉学、社会福祉学、聖徳大学教授
- 小野真由美 - 文化人類学、立命館大学准教授
- 甲斐教行 - 美術史、茨城大学教授
- 門田清 - 国際関係論、応用経済学、東京国際大学准教授
- 金川めぐみ - 社会保障法、和歌山大学教授
- 金子晋右 - 経済史、佐賀大学教授
- 鎌田伸尚 - 国際経営学、観光経済学、ブランド論、玉川大学教授
- 苅込俊二 - 経済政策、帝京大学教授
- カレイラ松崎順子 - 外国語教育、東京経済大学教授
- 河合晃一 - 政治学、行政学、金沢大学准教授
- 黒岩郁雄 - 経済政策、地域経済学、新潟県立大学教授
- 蔵谷哲也 - 国際経済学、四国大学准教授
- 小林俊哉 - 科学技術政策、科学技術社会論、九州大学准教授
- 小林幸夫 - 憲法政治学、玉川大学教授
- 権安理 - 社会哲学、公共哲学、立教大学准教授
- 近藤信一 - 経営学、岩手県立大学准教授
- 斉木秀憲 - 公法学、租税法、国士舘大学教授
- 齋藤正章 - 会計学、管理会計、放送大学准教授
- 齋藤伸子 - 日本語教育、桜美林大学教授
- 齋藤暁 - 憲法学、京都大学法学研究科特定助教
- 坂上学 - 会計学、経営学、法政大学教授
- 坂本文武 - 経営組織論、ガバナンス論、社会情報大学院大学教授、Medical Studio代表理事
- 佐野実 - 経済史、アジア史、国士舘大学准教授
- 鹿倉二郎 - スポーツ健康科学、アスレティックトレーナー論、駿河台大学教授
- 式王美子 - 都市計画、都市政策、立命館大学准教授
- 宍倉学 - 産業組織論、公共経済学、長崎大学教授
- 篠崎香織 - 経営学、実践女子大学教授
- 柴田純一 - 社会福祉学、中部学院大学教授
- 島田昌和 - 経営史、経営学、渋沢栄一研究、文京学院大学教授、文京学園理事長
- 白井諭 - 刑事訴訟法、岡山商科大学教授
- 須藤義人 - 映像文化論、映像民俗学、沖縄大学准教授
- 高砂民宣 - 新約聖書神学、キリスト教学、青山学院大学教授
- 高橋昇 - 臨床心理学、愛知淑徳大学教授
- 田原彰太郎 - 哲学、倫理学、茨城大学准教授
- 土屋直人 - 教科教育学、岩手大学准教授
- 津曲達也 - 高等教育、データサイエンス、高崎経済大学准教授
- 豊嶋建広 - 運動生理学、麗澤大学教授
- 永井順子 - 社会福祉学、社会学、北星学園大学教授
- 中村祐司 - 政治学、宇都宮大学教授
- 中村彰良 - 管理会計、高崎経済大学教授
- 西岡晋 - 政治学、東北大学大学院法学研究科教授、東北大学公共政策大学院院長
- 沼田真一 - 社会デザイン論、ナラティブ論、東京造形大学准教授
- 馬場正実 - 経営学、桜美林大学准教授
- 林俊行 - 会計学、公会計、兵庫県立大学大学院特任教授
- 林孝宗 - 商法、会社法、中央学院大学専任講師
- 藤井浩明 - 経済政策、労使関係論、大同大学教授
- 藤井正希 - 憲法学、群馬大学准教授
- 藤倉なおこ - 女性学、ジェンダー、京都外国語大学准教授
- 藤本龍児 - 社会哲学、宗教社会学、帝京大学准教授
- 舩木恵一 - デジタルマーケティング、AI、ナラティブ分析、愛知東邦大学教授
- 古市太郎 - 社会哲学、経済社会学、昭和女子大学教授
- 細田貴明 - ネットワーク事業設計特論、東京都立産業技術大学院大学准教授
- 牧岡亮 - 応用ミクロ経済学、国際経済学、北海道大学大学院講師
- 三浦英恵 - 成人看護学、循環器看護、日本赤十字看護大学教授
- 村山貴子 - 憲法、生活と法、武蔵野音楽大学専任講師
- 森下俊一郎 - 経営学、知識科学、九州産業大学准教授
- 森田和子 - 財政学、財政思想、日本文理大学准教授
- 森宏之 - 金融論、証券市場論、青森大学教授
- 望月恒男 - 管理会計、愛知大学教授
- 本柳亨 - 社会学、消費社会論、立正大学准教授
- 柳田義男 - 観光学、ホスピタリティ、杏林大学教授
- 山田修司 - 西九州大学特任准教授

- 山村英司 - 経済政策、応用経済学、西南学院大学教授
- 渡邊卓也 - 刑事法学、サイバー犯罪、筑波大学准教授
- 徳野光博 - 東福岡学園理事長
- 菊地賢司 - 立命館慶祥中学・高校校長

### 芸能
- 小室哲哉 - ミュージシャン、作曲家、音楽プロデューサー、TM NETWORK・globeキーボーディスト、TRFプロデューサー、第37回〜第40回日本レコード大賞、第28回日本レコード大賞金賞、元尚美学園大学芸術情報学部教授、国連国際麻薬統制委員会(UNODC)親善大使、厚生労働省「知って、肝炎プロジェクト」肝炎対策大使
- デーモン閣下 (His Excellency Demon Kakka)   -  ミュージシャン、ジャーナリスト、聖飢魔Ⅱボーカリスト、厚生労働省「上手な医療のかかり方」大使、警察庁「地球交通事故撲滅本部」本部長、広島県がん検診啓発特使、総務省「電波利用環境保護活動」2017年イメージキャラクター、相撲評論家、早稲田大学相撲部特別顧問、POWERPLAY MUSIC所属
- 日高光啓・SKY-HI - ミュージシャン、音楽プロデューサー、BMSG POSSE・AAAメンバー、BMSG CEO、THE FIRST・MISSIONx2・No No Girls・THE LAST PIECE主催、BE:FIRST・MAZZEL・HANAプロデューサー、音楽レーベル Bullmoose Records 主宰、第52回〜第59回日本レコード大賞優秀作品賞、第47回日本レコード大賞最優秀新人賞
- KEN THE 390(佐久間健) - ヒップホップラッパー、音楽レーベル「DREAM BOY」主宰
- あんべ光俊 - シンガーソングライター、音楽プロデューサー、いわて文化大使、那覇市観光大使
- 小松シゲル - ミュージシャン、ノーナ・リーヴス  Dr
- 斎藤宏介 -  ミュージシャン、UNISON SQUARE GARDEN・TenTwenty Vo/Gt
- ラジカセ狂気(オサムアカバネ) - ミュージシャン、狂気 Vo/Gt
- 田中亜弥(Fighting AYA) - シンガーソングライター、T＆T Production 所属
- 中山由依 - シンガーソングライター、『Voice of McDonald's 2010』日本代表
- 川口千里 - ミュージシャン、女性ドラマー、　DRUMMERWORLD the 500 Top Drummers、KIYO*SEN  Dr、昭和音楽大学講師、『CIDER〜Hard&Sweet〜』キングレコード
- 長谷川稀未 - 僕が見たかった青空 (乃木坂46公式ライバルグループ)メンバー、Ligareaz Management所属
- 室井滋 - 女優、エッセイスト、第18回日本アカデミー賞最優秀助演女優賞・第37回ブルーリボン賞助演女優賞『居酒屋ゆうれい』、ホットロード所属
- 筒井真理子 - 女優、第71回毎日映画コンクール主演女優賞・第38回ヨコハマ映画祭主演女優賞『淵に立つ』、茂田オフィス所属
- 小川範子 - 女優、歌手、ブルックカンパニー所属、主な出演『はぐれ刑事純情派』他
- 宮﨑香蓮 - 女優、第11回全日本国民的美少女コンテスト演技部門賞、オスカープロモーション所属
- 高泉淳子 - 女優、劇作家、演出家、文化庁芸術祭賞、第17回スポニチ文化芸術大賞優秀賞、第21回読売演劇大賞優秀女優賞
- 本田望結 - 女優、フィギュアスケーター、主な出演『家政婦のミタ』『ONE PIECE ON ICE』『カーリングの神様』『きさらぎ駅 Re:』他、オスカープロモーション所属
- 鍛治直人 - 俳優、文学座所属
- 髙橋洋 - 俳優、ケイファクトリー所属
- 天野陽一 - 俳優、劇団四季所属
- 大高洋夫 - 俳優、イイジマルーム所属
- 陰山泰 - 俳優、石井光三オフィス所属
- 市川知宏 - 俳優、ジュノン・スーパーボーイ・コンテスト・グランプリ、研音所属、MEN ON STYLEメンバー
- 河合龍之介 - 俳優、ティー・アーティスト所属
- 杉浦加奈 - モデル、タレント、第10回全日本国民的美少女コンテストモデル部門賞、クリエートジャパンエージェンシー所属
- 伊東亜梨沙 - モデル、インフルエンサー、『Ray』読者専属モデル2011〜16、marquee所属
- 本上みらの - ファッションモデル、Intelligent Ironman Creativity Contest Performance部門優勝、全国美少女発見グラビア ギャルコン2021 ファイナリスト、T-STYLE所属
- マグナム小林 - ヴァイオリン漫談家
- 居島一平 - お笑い芸人
- ルサンチマン浅川 - お笑い芸人、速読セミナー講師、主な著書『誰でも速読ができるようになる本』
- スベリィ・マーキュリー・スベリィ杉田 - お笑い芸人、神奈川県大井町笑顔特派員、特命かながわ発信隊メンバー
- 山下修一 - タレント、キャリアカウンセラー、圭三プロダクション所属
- 香瑠鼓 - 振付師、2000年エイボン女性年度賞芸術賞、振付代表作品『慎吾ママのおはロック』『淋しい熱帯魚』『ポリリズム』※MIKIKOと共作 他、元東京大学教育学部非常勤講師
- SHOJIN(波間陽平) - 振付家、シアターダンス&テーマパーク講師、ラグビーワールドカップ2019開会式・紺碧のうたプロジェクトダンスVer振付制作者
- 勝山康晴 - 舞台プロデューサー、コンテンポラリーダンスカンパニー『コンドルズ』プロデューサー、ROCKSTAR社長
- 鹿渡直之 - 歌舞伎俳優マネージャー、ディアクロス・エンタテインメント社長
- 悠木碧 - 声優、女優、歌手、第6回声優アワード主演女優賞、代表作『魔法少女まどか☆マギカ』『薬屋のひとりごと』他、青二プロダクション所属
- 奥野奏 - YouTuber、靴磨き＆革靴専門店　「SHOEBOYS」代表

### アナウンサー
- 馬場鉄志 - 元関西テレビ放送アナウンサー、フリーアナウンサー
- 松元真一郎 - 元フジテレビアナウンサー、フリーアナウンサー、アトミックモンキー所属
- 野島卓 - 元フジテレビジョンアナウンサー、東京工科大学片柳研究所教授
- 刈谷富士雄 - 元NHKアナウンサー・解説委員、立飛ホールディングス執行役員スポーツプロデューサー
- 小山径 - NHKアナウンサー
- 浅井僚馬 - NHKアナウンサー
- 與那嶺紗希子 - 元NHKアナウンサー
- 神門光太朗 - NHKアナウンサー
- 佐伯桃子 - 元NHK契約キャスター、ホリプロ所属
- 藤原優紀 - NHKアナウンサー
- 立川周 - テレビ東京アナウンサー
- 垣花正 -　元ニッポン放送アナウンサー、フリーアナウンサー、ホリプロ所属
- 洗川雄司 - ニッポン放送アナウンサー
- 小永井一歩 - ニッポン放送アナウンサー
- 野村はづき - 元北海道テレビ放送アナウンサー
- 川畑恒一 - 北海道放送アナウンサー
- 佐藤友紀 - 元信越放送アナウンサー、フリーアナウンサー、ホリプロアナウンサーズプロモーション所属
- 山崎昭夫 - 信越放送アナウンサー
- 倉橋友和 - 名古屋テレビ放送（メ〜テレ）報道記者、元名古屋テレビ放送アナウンサー
- 武田博志 - 元山陽放送アナウンサー・ドキュメンタリーディレクター、2016文化庁芸術祭賞、2018「ACC TOKYO CREATIVITY AWARDS」ACCゴールド
- 金城美優 - 琉球朝日放送アナウンサー・報道記者
- 五十嵐にいか - 日本テレビアナウンサー、2022早稲田コレクションMC
- 櫻井あすか - セント・フォース(sprout) 所属

### スポーツ
- 江尻慎太郎 - プロ野球選手、北海道日本ハムファイターズ2001年ドラフト指名選手
- 比嘉寿光 - プロ野球選手、広島東洋カープ2003年ドラフト指名選手
- 田中浩康 - プロ野球選手、東京ヤクルトスワローズ2004年ドラフト指名選手
- 外池大亮 - サッカー選手、元湘南ベルマーレ FW他、早稲田大学ア式蹴球部監督
- 中川裕平 - サッカー選手、2009年夏季ユニバーシアード銅メダル、元Honda FC  DF
- 小林快 - 競歩選手、2017年世界陸上銅メダル
- 桑田寛子 - テニス選手、全日本テニス選手権優勝
- 菊池萌水 - スピードスケート選手、全日本ジュニアショートトラックスピードスケート選手権大会総合優勝
- 永井優香 - フィギュアスケート選手、2016ババリアンオープン優勝、2015スケートカナダ3位
- 中山英子 - スケルトン選手、トリノ五輪2006・ソルトレークシティ五輪2002日本代表、全日本スケルトン選手権大会優勝(4度)
- 田阪登紀夫 - 卓球選手、同志社大学教授、第34回世界卓球選手権銀メダル
- 松本潮霞 - ウェイトリフティング選手、リオデジャネイロ五輪日本代表、2010年〜11年、2014年～16年、2018年全日本女子選手権大会優勝
- 高岸冴佳 - ウエイトリフティング選手、全日本学生ウエイトリフティング選抜大会優勝
- 平井伯昌 - 水泳指導者、東洋大学教授兼水泳部監督、日本水泳連盟競泳委員長、競泳日本代表ヘッドコーチ
- 徳用万里奈 - 水球選手、2020東京五輪水球日本代表、2017夏季ユニバーシアード銅メダル
- 倉田秀道 - スキー指導者、元早稲田大学客員教授兼スキー部監督
- 横尾千里 - 女子ラグビー選手、リオデジャネイロ五輪7人制女子日本代表
- 桂葵 - プロバスケットボール選手、Düsseldorf ZOOS代表（FIBA 3x3 Women's Series）
- 三田一紗代 - 女子サッカー選手、元愛媛FCレディース  GK
- 正野可菜子 - 女子サッカー選手、ASハリマアルビオン  MF
- 阿部隼人 - サッカー選手、FC TIAMO牧方  DF
- 山田晃士 - サッカー選手、アスルクラロ沼津  GK
- 安斎颯馬 - サッカー選手、FC東京  MF

### その他
- 与沢翼 - 投資家、YOZAWA TSUBASA Holdings社長、フリーエージェントスタイルホールディングス社長、All of me(オールオブミー)社長、2006早稲田大学ビジネスプランコンテスト優勝
- 武藤孝幸 - 実業家、VisionCreator社長、主な著書『史上最強の内定獲得術』他
- 丸山忠久 - 将棋棋士、九段、名人2期、棋王1期、将棋栄誉賞
- 一力遼 - 囲碁棋士、九段、棋聖2期、天元1期、碁聖1期、第10回応氏杯世界選手権優勝、グロービス杯世界囲碁U-20優勝
- 大西竜平 - 囲碁棋士、七段、第41期新人王
- 星合真吾 - 囲碁棋士、アジア大学囲碁トーナメント準優勝、「囲碁noteプレミアム」主宰
- 三輪和雄 - 頑張れ日本!全国行動委員会代表常任幹事、日本会議百人委員
- 鈴木剛 - 東京管理職ユニオン執行委員長、全国コミュニティ・ユニオン連合会会長
- 三遊亭らん丈 - 落語家、町田市議会議員
- 三代目桃月庵白酒 - 落語家、落語協会理事
- ケンタロウ - JRA-VANコラムニスト
- 島崎愛弓 - フリーナレーター、スカパー！JLCキャスター
- 星たまき - ミス・ワールド2021日本代表
- 小澤杏子 - 2021フォーブス30アンダー30、丸井グループアドバイザー、ユーグレナ初代CFO(Chief Future Officer)
- 辻そら - U-23summit2025 代表
- 前野雄一 - 前野書店(新宿区西早稲田) 店主
- 蔦衣織 - 邦画『 六人の嘘つきな大学生 』の主人公であり早稲田大学社会科学部4年生。浜辺美波が演じる。同じく、就職活動をテーマにした邦画に『 就職戦線異常なし 』(主演∶織田裕二)がある。

## 予備校進学資料での取扱い
最大の母集団を抱える全国統一模擬試験を実施する河合塾の進学資料や偏差値表においても社会科学部は、「社会・国際学系」の学部として分類される。―全統模試での学部系統分類